# Brødre
Brødre é um filme dinamarquês de drama, dirigido por Susanne Bier e Andreas Thomas Jensen.

Brødre teria um remake em 2009 (Brothers), dirigido por Jim Sheridan.

## Elenco
- Connie Nielsen como Sarah
- Ulrich Thomsen como Michael
- Nikolaj Lie Kaas como Jannik
- Sarah Juel Werner como Natalia
- Rebecca Løgstrup como Camilla
- Bent Mejding como Henning
- Solbjørg Højfeldt como Else
- Niels Olsen como Allentoft
- Paw Henriksen como Niels Peter
- Lars Hjortshøj como Preben 2
- Lars Ranthe como Preben 1
- André Babikian como Slobodan
- Lene Maria Christensen como J. Solvej
- Laura Bro como Ditte
- Henrik Koefoed como Bartender
- Tom Mannion como Captain David Ward